# Nordsjöleden

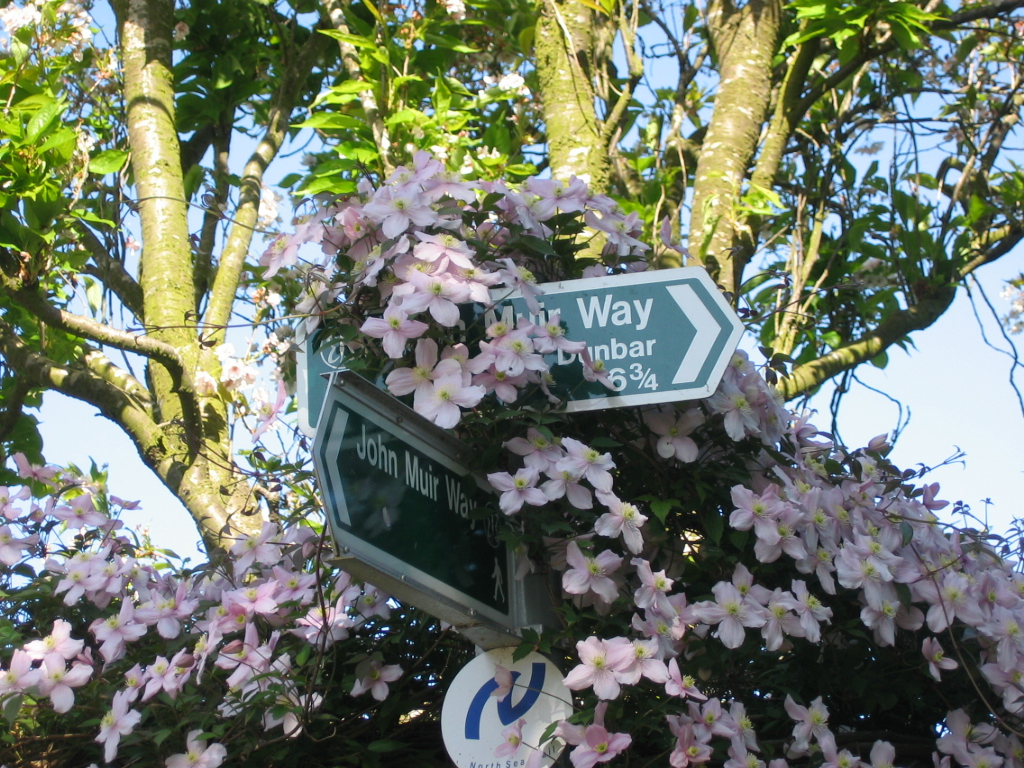
Vägvisare och logo (längst ned) för Nordsjöleden.

Nordsjöleden är ett internationellt nät av långdistansvandringsleder som förbinder sju länder och 26 partnerområden i norra Europa runt Nordsjön. Projektets mål är att stödja hållbar turism och att ge möjlighet till att utforska samhällskulturen längs Nordsjökusten.
Sammantaget har ingående leder en längd av ca 3 000 km.

## Medlemsländer
De sju länderna är:
- Danmark
  - Partnerområden: Jylland, Thy, Nordjylland, Själland
- England
  - Partnerområden: Northumberland, North York Moors
- Tyskland
  - Partnerområden: Karrharde
- Nederländerna
  - Partnerområden: Holländska Coastal Path (Lange-Afstands-Wandelpad), som passerar genom Friesland, Zeeland, Zuid-Holland, Noord-Holland och Groningen
- Norge
  - Partnerområden: Sogn og Fjordane, Hordaland, Rogaland, Vest-Agder, Vestfold, Møre og Romsdal, Østfold
- Skottland
  - Partnerområden: Aberdeen, Aberdeenshire,  East Lothian (John Muir Way), Fife, och Moray Firth
- Sverige
  - Partnerområden: Västra Götaland, Halland, södra Skåne

## Nordsjöleden Association
Projektet var ursprungligen till en del finansierat av Europeiska unionen genom sitt Interreg IIIB Nordsjöprogrammet.
Projektets partner inrättade 2008 Nordsjöleden Association för att upprätthålla leden på lång sikt och söka nya partners. Det omfattande internationella arbetet leddes av Aberdeen. Målet är att skapa en serie av gångvägar runt Nordsjökusten för att ge människor tillfälle att njuta av promenader i de speciella kustlandskapen och samtidigt kunna upptäcka de passerade platsernas speciella, men gemensamma nordsjönkultur.

Nordsjöleden (EuroVelo 12), maj 2009. De belgiska och skotska öarna avsnitt visas inte.

Det finns också en 5 942 km lång cykelled integrerad med Nordsjöleden. År 2003 var tilldelades rutten ett intyg av Guinness om att Nordsjöleden var världens längsta cykelled.